# Panipat (film)
Panipat è un film epico di guerra indiano in lingua hindi del 2019 diretto da Ashutosh Gowariker, con Arjun Kapoor, Sanjay Dutt e Kriti Sanon.
Raffigura gli eventi che hanno avuto luogo durante la terza battaglia di Panipat. Nelle sale indiane dal 6 dicembre 2019, senza riscuotere successo, il film è stato distribuito in Italia nel 2020 da Netflix.